# Hyposada fasciosa
Hyposada fasciosa är en fjärilsart som beskrevs av Moore 1888. Hyposada fasciosa ingår i släktet Hyposada och familjen nattflyn. Inga underarter finns listade i Catalogue of Life.